# Jorsala
Jorsalir, Jorsaler (genitiv Jorsala), Jorsalaheim och Jorsalaborg var det fornnordiska namnet på Jerusalem. Trakten omkring staden (Judéen eller Palestina) kallades Jorsalaland.
Bland nordiska pilgrimer märks Harald Hårdråde, som under sin tid i Miklagård gjorde en avstickare till Jerusalem i egenskap av eskort för hantverkare som skulle återuppbygga den Heliga gravens kyrka, samt Sigurd Jorsalafarare, kung i Norge från 1103, vilken mellan åren 1108 och 1111 genomförde en pilgrimsfärd till Jerusalem och därefter fick tillnamnet "Jorsalafarare" – Jerusalemfararen.